# Rugebaktetjärnarna (Tärna socken, Lappland, 729392-149929)
Rugebaktetjärnarna är en sjö i Storumans kommun i Lappland och ingår i Umeälvens huvudavrinningsområde. Rugebaktetjärnarna ligger i Vindelfjällen Natura 2000-område.